# Historia de Guinea
La historia de Guinea es anterior a 1958, año de creación del estado moderno de Guinea. Se remonta a un tiempo muy anterior a la conquista de África. Los límites actuales del país fueron determinados durante el período colonial por la Conferencia de Berlín (1884-1885) y los franceses, que gobernaron Guinea hasta 1958.

## Imperios de África Occidental
Lo que ahora es Guinea estaba al margen de los principales imperios de África Occidental. Se cree que el Imperio de Ghana es el primero en haber crecido gracias al comercio, pero se contrajo y finalmente cayó debido a la influencia hostil de los almorávides. Fue en este período cuando el Islam llegó por primera vez a la región.
El reino de Sosso (siglos XII al XIV) floreció brevemente en el espacio vacante, pero el imperio islámico mandinga de Malí adquirió preeminencia cuando Sundiata Keïta derrotó al gobernante de Sosso, Sumanguru Kanté, en la batalla semihistórica de Kirina hacia el año 1235. El Imperio de Malí fue gobernado por Mansa (emperadores), entre los que el más famoso fue Kankou Moussa, quien realizó un famoso hach a La Meca en 1324. Poco después de su reinado, el Imperio de Malí comenzó a declinar y finalmente fue suplantado por sus estados vasallos en el siglo XV.
El más exitoso de estos fue el Imperio Songhai, que expandió su poder desde alrededor de 1460 y finalmente superó al Imperio de Malí tanto en territorio como en riqueza. Continuó prosperando hasta que una guerra civil por la sucesión siguió a la muerte de Askia Daoud en 1582. El imperio debilitado cayó ante los invasores  marroquíes en la batalla de Tondibi solo 3 años después. Sin embargo, los marroquíes demostraron ser incapaces de gobernar el reino de manera efectiva y se dividió en muchos reinos más pequeños.
A partir del siglo XIII, en la región y el Golfo de Guinea floreció el comercio de esclavos.  
El comercio de esclavos se expandió enormemente en el siglo XV cuando Portugal estableció una serie de puestos comerciales en Guinea, comprando y exportando cautivos como parte del comercio atlántico de esclavos. Otras naciones europeas eventualmente participarían en el comercio, que persistió hasta mediados del siglo XIX.

## Reinos en Guinea
Luego de la caída de los principales imperios de África occidental, existieron varios reinos en lo que hoy es Guinea. Hacia el siglo XVII un grupo de fulanis comenzaron a habitar la zona montañosa de Futa Yallon. Lograron consolidar un importante centro islámico que hacia mitad del siglo XVIII se organizó en siete provincias, cada una de ellas con su propio gobernante y federadas en una unión conducida por un líder en común. Este reino logró permanecer hasta la llegada de los franceses.
El Imperio de Wassoulou alcanzó una gran importancia pese a su brevedad. Bajo el mandato de Samory Touré, opuso una gran resistencia a las fuerzas francesas.

## Guinea colonial
Los primeros europeos que llegaron a la costa del Golfo de Guinea fueron los portugueses (siglo XV), en sus viajes de navegación costera hacia el sur del océano Atlántico, en el marco de la búsqueda de rutas marítimas hacia el extremo oriente. Inicialmente establecieron contacto con las poblaciones cercanas a la costa para obtener suministros para las tripulaciones. Tiempo después, sobre el litoral marítimo comenzaron a establecerse pequeños puestos de carácter comercial a fin de facilitar estos intercambios. El inicio de la explotación azucarera en Brasil y la necesidad de contar con mano de obra en gran escala, dio lugar al inicio de vastas operaciones de tráfico de esclavos. El primer viaje de esclavos documentado desde la costa del golfo de Guinea hacia América se realizó en 1526 y correspondió a un buque portugués. Hacia el año 1600 traficantes portugueses y españoles estaban plenamente establecidos en el área, en enclaves que abastecieron el comercio atlántico de esclavos entre los siglos XVI y XIX.
El período colonial de Guinea comenzó con la penetración militar francesa en el área durante la primera mitad del XIX, cuando Francia reemplazó a Portugal como la potencia europea dominante en la región. Los franceses ejercían el control mediante la construcción de fuertes y la ocupación de pueblos costeros, y luego se expandían gradualmente hacia el interior. El Imperio Francés primero administró el territorio como parte de su colonia senegalesa, luego estableció la colonia de Rivières du Sud en 1882 y finalmente la colonia de Guinea Francesa en 1891.
El dominio francés quedó asegurado con la derrota en 1898 de los ejércitos de Samory Touré, líder de ascendencia Malinké, cuya derrota le dio a Francia el control de lo que hoy es Guinea y áreas adyacentes, Esta victoria francesa modificó el estado anterior de protectorado y estableció formalmente a Guinea como colonia.
Guinea, como parte del Imperio colonial francés en África, específicamente dentro del área conocida como África Occidental Francesa, estuvo agrupada en distintas federaciones cuya conformación cambió a lo largo de los años.

## Guinea post-colonial
Liderado por Ahmed Sékou Touré, jefe del Partido Democrático de Guinea (PDG), el cual ganó 56 de los 60 escaños en las elecciones territoriales de 1957, el pueblo de Guinea, en un plebiscito en septiembre de 1958, rechazó abrumadoramente ser miembro en la propuesta Comunidad Francesa. Los franceses se retiraron rápidamente, y el 2 de octubre de 1958, Guinea se proclamó a sí misma una república soberana e independiente, con Sékou Touré como presidente.
Bajo Touré, Guinea se convirtió en una dictadura unipartidista, con una cerrada y socializada economía y sin tolerancia por los derechos humanos, la libre expresión, o la oposición política, la cual fue duramente suprimida. Originalmente conocido por su  nacionalismo de cruce étnico, Touré comenzó a confiar gradualmente en su grupo étnico Malinke para llenar posiciones en el partido y el gobierno. Supuestos plots y conspiraciones contra él at home y en el extranjero, el régimen de Touré tenía como objetivo a opositores reales e imaginados, encarcelando a miles en prisiones gulag de estilo soviético, donde cientos perecieron. La represión del régimen condujo a más de un millón de guineanos al exilio, y la paranoia de Touré arruinó las relaciones con naciones extranjeras, incluido a sus vecinos africanos, aumentando el aislamiento de Guinea y posteriormente devastando su economía. 
El 22 de noviembre 350 opositores, mercenarios extranjeros y soldados desembarcaron en Conakri, en la llamada Operación Mar Verde, con la intención de derrocar a Touré siendo derrotados. Tras esto el régimen realizó purgas contra líderes opositores y militares presuntamente involucrados en el intento de golpe de Estado, produciéndose numerosas condenas a muerte y ejecuciones.
Sékou Touré murió el 26 de marzo de 1984, y una junta militar encabezada por el entonces teniente coronel Lansana Conté se tomó el poder el 3 de abril. Los opositores a sus dictaduras eran secuestrados, torturados y asesinados, generalmente, en el Campo de Boiro. Guinea no tuvo elecciones democráticas hasta 1993, cuando el general Lansana Conté (jefe del gobierno militar) fue elegido presidente en una reñida votación. Las supresiones de la seguridad continúan, aunque no tan severas como en las primeras décadas. Reelecto en 1998, el presidente se enfrentó a la creciente crítica en 1999 por su encarcelamiento de un principal líder de la oposición y el extenso malestar económico. Las guerras civiles en Sierra Leona y Liberia también amenazaron la estabilidad de Guinea política y económicamente, llevando a un conflicto menor en las zonas fronterizas con esos países Manifestación de las Fuerzas Democráticas de Guinea (Rally of Democratic Forces of Guinea, RDFG) entre 2000 y 2001.

### Brote de ébola de 2014
A partir de julio de 2014, Guinea sufrió el brote de ébola más grave registrado en la historia, que se propagó rápidamente a los países vecinos Liberia y Sierra Leona. La epidemia terminó en junio de 2016.

### Elecciones 2020
En octubre de 2020, el presidente Alpha Condé ganó las elecciones presidenciales. Condé había estado en el poder desde 2010 y ganó el tercer mandato. La oposición no aceptó los resultados por acusaciones de fraude. El presidente dijo que un referéndum constitucional en marzo de 2020 le permitió postularse a pesar de un límite de dos mandatos. Después de las elecciones hubo protestas violentas en todo el país.

### Golpe de Estado 2021
El 5 de septiembre de 2021 se produjo un golpe de Estado contra el régimen de Alpha Condé, siendo este último finalmente depuesto por los militares. El Comité Nacional de Reconciliación y Desarrollo encabezado por Mamady Doumbouya, el nuevo presidente interino de Guinea, asumió el poder. El 1 de octubre de 2021, el coronel Mamady Doumbouya, quien lideró el golpe de Estado del mes pasado en Guinea, prestó juramento como presidente interino de Guinea.